# Hôtel de la Caisse d'épargne de Mirecourt
L’hôtel de la Caisse d’épargne est un bâtiment du début du XXe siècle situé à Mirecourt, en France.

## Situation et accès
L’édifice est situé au no 2b de la place du Général-de-Gaulle, dans le centre-ville de Mirecourt, et plus largement au nord du département des Vosges.

## Histoire

### Concours
Vers le début de l’année 1912, un concours pour la construction d’un hôtel de la Caisse d’épargne est organisé.
| Prix | Candidat          | Ville du candidat          |
| ---- | ----------------- | -------------------------- |
| 1er  | François Clasquin | Épinal (Vosges)            |
| 2e   | Morel             | Gérardmer (Vosges)         |
| 3e   | Lucien Bentz      | Nancy (Meurthe-et-Moselle) |

### Construction et inauguration
Le conseil d’administration de la Caisse d’épargne de Mirecourt utilise son propre fond pour l’édification du bâtiment. Une fois achevé, les palissades le recouvrant partiellement sont enlevés en amont de la fête de Sainte-Cécile, le 22 novembre 1912,. La cérémonie d’inauguration est alors prévue pour le 18 décembre.